# Acanthepeira venusta
Acanthepeira venusta es una especie de araña araneomorfa del género Acanthepeira,  familia Araneidae. Fue descrita científicamente por Banks en 1896.
Se distribuye por Canadá, Cuba y los Estados Unidos. La especie se mantiene activa entre marzo y noviembre.